# Насар (адмирал)
Насар (греч. Νάσαρ), при крещении Василий (греч. Βασίλειος) — известный византийский военачальник во время византийско-арабских войн второй половины IX века
Информации о его семье мало. Известно что его отец, Христофор, был носителем высокого титула магистр оффиций, и что у него был брат по имени Барсанис.
Император Михаил III назначил Насара стратигом фемы Букеларии на севере Малой Азии. Эта фема в те годы была одной из самых больших и важных в империи. В этой должности вместе с патрицием Петронасом Насар принял участие в сражении при Лалакаоне в 863 году, где византийцы разбили эмира Мелитини (ныне Малатья). По возвращении в Константинополь два стратега организовали триумф на константинопольском ипподроме.
В 879 или 880 году Насар сменил Никитаса Оорифаса на должности друнгария императорского флота, после чего Василий I послал его против тунисского флота, совершавшего налёты на Ионические острова. Его флот насчитывал 140 (согласно арабским источникам) или 45 (согласно византийским источникам) кораблей. Беспорядки и дезертирство на флоте вынудили его совершить остановку в Метони, но дисциплина была восстановлена и Насар одержал значительную победу над сарацинами в ночном морском бою у острова Закинф. После этого он совершил рейд в Сицилию, одержал победу у Липарских островов севернее Сицилии, захватив много арабских кораблей и груза. В результате было отмечено резкое падение цены оливкового масла на рынках Константинополя. После этого Насар отправился помогать параллельным наземным операциям византийских генералов Прокопия и Леона Апостиппеса в южной Италии, после чего разбил другой мусульманский флот в Пунта Стилос, Калабрия; одновременно, другая византийская эскадра одержала значительную победу у Неаполя. Эти победы были решающими для восстановления византийского контроля над южной Италией (будущий Катепанат Италии), возмещая, в какой-то мере, потерю Сицилии после падения Сиракуз в 878 году.